# Berwick (Louisiana)
Berwick és una població dels Estats Units a l'estat de Louisiana. Segons el cens del 2000 tenia 4.418 habitants.

## Demografia
Segons el cens del 2000, Berwick tenia 4.418 habitants, 1.655 habitatges, i 1.193 famílies. La densitat de població era de 286,2 habitants/km².
Dels 1.655 habitatges en un 40,4% hi vivien nens de menys de 18 anys, en un 53,7% hi vivien parelles casades, en un 12,7% dones solteres, i en un 27,9% no eren unitats familiars. En el 23,4% dels habitatges hi vivien persones soles el 8,9% de les quals corresponia a persones de 65 anys o més que vivien soles. El nombre mitjà de persones vivint en cada habitatge era de 2,67 i el nombre mitjà de persones que vivien en cada família era de 3,15.
Per edats la població es repartia de la següent manera: un 29,7% tenia menys de 18 anys, un 8,8% entre 18 i 24, un 30,9% entre 25 i 44, un 21,1% de 45 a 60 i un 9,4% 65 anys o més.
L'edat mediana era de 34 anys. Per cada 100 dones de 18 o més anys hi havia 93,5 homes.
La renda mediana per habitatge era de 33.208 $ i la renda mediana per família de 40.297 $. Els homes tenien una renda mediana de 33.413 $ mentre que les dones 21.620 $. La renda per capita de la població era de 15.099 $. Entorn del 12,1% de les famílies i el 14,8% de la població estaven per davall del llindar de pobresa.

## Poblacions més properes
El següent diagrama mostra les poblacions més properes.